# Elènia banyuda
L'elènia banyuda (Elaenia gigas) és un ocell de la família dels tirànids (Tyrannidae).

## Hàbitat i distribució
Habita els boscos per l'est dels Andes, al sud-est de Colòmbia, est de l'Equador, est del Perú i centre de Bolívia.